# Ismaël Traoré
Ismaël Abdul Rahman Roch Traoré (sinh ngày 18 tháng 8 năm 1986) là cầu thủ bóng đá chuyên nghiệp thi đấu ở vị trí hậu vệ cho câu lạc bộ Metz tại Ligue 2.

## Thống kê sự nghiệp

### Quốc tế
Tính đến 14 tháng 7 năm 2019
| Bờ Biển Ngà |         |           |
| Năm         | Số trận | Bàn thắng |
| 2012        | 1       | 0         |
| 2013        | 1       | 0         |
| 2014        | 0       | 0         |
| 2015        | 0       | 0         |
| 2016        | 0       | 0         |
| 2017        | 1       | 0         |
| 2018        | 0       | 0         |
| 2019        | 9       | 0         |
| Tổng cộng   | 12      | 0         |